# Days Are Gone
Days Are Gone è l'album in studio di debutto del gruppo musicale statunitense Haim, pubblicato il 27 settembre 2013 dalla Polydor Records.

## Tracce
Testi e musiche di Alana, Danielle ed Este Haim, eccetto dove indicato.
1. Falling – 4:17 (Morgan Nagler)
2. Forever – 4:05
3. The Wire – 4:05
4. If I Could Change Your Mind – 3:50 (James Ford)
5. Honey & I – 4:11
6. Don't Save Me – 3:51
7. Days Are Gone – 3:33 (Jessica Lois Ware, Tom Hull)
8. My Song 5 – 3:53 (Ariel Rechtshaid)
9. Go Slow – 4:17
10. Let Me Go – 4:08
11. Running If You Call My Name – 4:04 (Ariel Rechtshaid)

Tracce bonus nell'edizione deluxe
1. Send Me Down – 4:18
2. Edge – 3:39 (George Lewis Jr.)
3. Falling (Duke Dumont Remix) – 5:36
4. Go Slow (Demo) – 2:45

## Classifiche
| Classifica (2013) | Posizione massima |
| ----------------- | ----------------- |
| Australia         | 2                 |
| Canada            | 7                 |
| Germania          | 30                |
| Norvegia          | 5                 |
| Nuova Zelanda     | 12                |
| Regno Unito       | 1                 |
| Stati Uniti       | 7                 |
| Svizzera          | 35                |

### Classifiche di fine anno
| Classifica (2013) | Posizione massima |
| ----------------- | ----------------- |
| Australia         | 86                |